# Прекопчелица
Прекопчелица (серб. Прекопчелица) — населённый пункт в общине Лебане Ябланичского округа Сербии.

## Население
Согласно переписи населения 2002 года, в селе проживало 508 человек (507 сербов и 1 черногорец).
| Численность населения | Численность населения | Численность населения | Численность населения | Численность населения | Численность населения | Численность населения | Численность населения |
| 1948                  | 1953                  | 1961                  | 1971                  | 1981                  | 1991                  | 2002                  | 2011                  |
| --------------------- | --------------------- | --------------------- | --------------------- | --------------------- | --------------------- | --------------------- | --------------------- |
| 869                   | 949                   | 876                   | 795                   | 691                   | 615                   | 508                   | 404                   |

## Религия
- Храм Перенесения Мощей Святителя Николая Чудотворца — центр Прекопчелицкого прихода Ябланичского архиерейского наместничества Нишской епархии Сербской православной церкви[3]